# Браћа Анђелић
Браћа Анђелић били су добротвори српске народне просвјете. На основу прилога браће Анђелића основан је у Карловцима и Свештенички интернат, у коме су дјеца српских свештеника из митрополије карловачке, која су учила карловачку гимназију, добијала стан и издржавање по умјереној цијени.  
1. Герман Анђелић, митрополит карловачки и патријарх српски (1822— 1888).
2. Стефан Анђелић, почасни прота, први ставрофор, и парох сремскомитровачки (1825—1892)